# Бриджуотер (тауншип, Миннесота)
Бриджуотер (англ. Bridgewater) — тауншип в округе Райс, Миннесота, США. На 2000 год его население составило 1898 человек.

## География
По данным Бюро переписи населения США площадь тауншипа составляет 94,2 км², из которых 93,9 км² занимает суша, а 0,3 км² — вода (0,30 %).

## Демография
По данным переписи населения 2000 года здесь находились 1898 человек, 629 домохозяйств и 544 семьи.  Плотность населения — 20,2 чел./км².  На территории тауншипа расположено 643 постройки со средней плотностью 6,8 построек на один квадратный километр. Расовый состав населения: 97,95 % белых, 0,05 % афроамериканцев, 0,21 % коренных американцев, 0,84 % азиатов, 0,26 % — других рас США и 0,68 % приходится на две или более других рас. Испанцы или латиноамериканцы любой расы составляли 1,69 % от популяции тауншипа.
Из 629 домохозяйств в 44,8 % воспитывались дети до 18 лет, в 81,2 % проживали супружеские пары, в 3,5 % проживали незамужние женщины и в 13,5 % домохозяйств проживали несемейные люди. 10,7 % домохозяйств состояли из одного человека, при том 3,7 % из — одиноких пожилых людей старше 65 лет. Средний размер домохозяйства — 3,00, а семьи — 3,22 человека.
30,6 % населения — младше 18 лет, 6,0 % — в возрасте от 18 до 24 лет, 26,7 % — от 25 до 44, 28,9 % — от 45 до 64, и 7,9 % — старше 65 лет. Средний возраст — 40 лет. На каждые 100 женщин приходилось 105,9 мужчин.  На каждые 100 женщин старше 18 приходилось 104,0 мужчин.
Средний годовой доход домохозяйства составлял 68 819 долларов, а средний годовой доход семьи —  72 422 доллара. Средний доход мужчин —  47 121  доллар, в то время как у женщин — 31 597. Доход на душу населения составил 28 695 долларов. За чертой бедности находились 1,4 % семей и 2,9 % всего населения тауншипа, из которых 3,5 % младше 18 и 4,6 % старше 65 лет.